# Московсько-казанська війна (1552—1556)
Моско́всько-каза́нська війна — серія збройних конфліктів у 1552—1556 роках між Московським царством і казанськими повстанцями щодо відновлення незалежності Казанського ханства. Остання з московсько-казанських воєн. Закінчилася перемогою московитів. Інші назви — Казанська війна, Казанське повстання.

## Опис
Розпочалася як визвольне повстання 1552 року після здобуття московитами Казані. Проти завойовників виступили майже всі народи колишнього ханства — казанські татари, чуваші, марійці, удмурти і ногайці. Повстанці нападали на московських гінців, купців, службовців. Московська сторона безуспішно намагалася приборкати бунтівників каральними загонами із Свіяжська та Казані. Масові страти місцевого населення московитами лише посилювали спротив. Центром повстанців стало місто Чалим. Вони запросили новим казанським ханом ногайського князя Алі-Акрама.
10 березня 1553 року казанські повстанці розгромили військо московського воєводи Бориса Салтикова, а самого воєводу убили. Але вже наприкінці 1553 року московські сили під командуванням Данила Адашева і Семена Микулинського змогли приборкати бунт.
1554 року казанці повстали із новою силою. Завойовники, очолюванні Іваном Мстиславським проводили масові зачистки невдоволеного населення, а також будували башти і остроги для укріплення на території колишнього ханства.
1556 року московити захопили Чалим. Частина марійців і чувашів, стомлених війною, виступила проти казанських татар, що розколо анти-московський союз. Хан Алі-Акрам був убитий самими повстаннцями, а решта лідерів опору загинули. Повстання було придушене.
В ході війни сильно скоротилося населення земель колишнього Казанського ханства. Це спричинило різкий економічний і культурний занепад краю. Московити збудували у Казані кам'яний кремль, зруйнували мечеті, а татар виселили з міста. Землі татарської знаті, що брала участь у повстанні, були конфісковані. Розпочалася московське заселення території колишнього ханства.